# Mon père avait raison (film)
Pour les articles homonymes, voir Mon père avait raison (homonymie).
Pour plus de détails, voir Fiche technique et Distribution.
Mon père avait raison est un film français réalisé par Sacha Guitry, sorti en 1936.

## Synopsis
La première scène justifie le titre de la pièce. Il s'agit d'un entretien entre Charles Bellanger, trente ans, et son père : Propos sur la vie, le bonheur, le mensonge et les femmes. Après le départ de son père, Charles confirme à son fils Maurice, âgé de onze ans, qu'il a décidé de le mettre en pension. À ce moment, son épouse Germaine lui apprend par téléphone qu'elle abandonne le domicile conjugal pour s'en aller vivre avec un autre homme. Charles alors se ravise et décide de prendre lui-même en charge l'éducation de son fils. 
Vingt ans après, père et fils sont toujours très unis et Charles décide de se retirer professionnellement pour pouvoir vivre à sa guise. Il propose à Maurice de vivre désormais dans des habitations séparées et reçoit, sur ces entrefaites, un appel téléphonique de son épouse qui lui demande un rendez-vous.
Alors qu'il l'attendait, se présente à l'improviste Loulou, la petite amie de son fils. Il se rend compte grâce à elle qu'il a induit chez son fils une trop grande méfiance vis-à-vis des femmes. Puis arrive l'épouse qui tente, en vain, de justifier son départ et ses vingt années d'absence.
Charles change alors radicalement de vie.

## Fiche technique
- Titre : Mon père avait raison
- Réalisation : Sacha Guitry
- Assistant-réalisateur : Guy Lacourt
- Scénario et dialogues : Sacha Guitry, d'après sa pièce éponyme
- Photographie : Georges Benoît
- Assistant-opérateur : Philippe Agostini
- Montage : Myriam Borsoutsky
- Musique originale : Adolphe Borchard interprétée par le Quatuor Benedetti
- Son : Georges Leblond[1]
- Production : Serge Sandberg[2]
- Société de production : Cinéas
- Société de distribution : Télédis
- Pays de production :  France
- Format : Noir et blanc — 35 mm — 1,37:1 — Son : Mono (Western Electric Noiseless Recording)
- Genre : Comédie
- Durée : 94 minutes (1 h 34)
- Date de sortie :
  - France : 27 novembre 1936

## Distribution
- Sacha Guitry : Charles Bellanger
- Betty Daussmond : Germaine Bellanger, son épouse
- Paul Bernard : Maurice Bellanger, leur fils adulte
- Serge Grave : Maurice Bellanger, enfant
- Gaston Dubosc : Adolphe Bellanger, père de Charles
- Jacqueline Delubac : Loulou Desmarais, amie de Maurice
- Marcel Lévesque : le docteur Mourier
- Pauline Carton : Marie Ganion, domestique des Bellanger
- Robert Seller : Émile Perducau, domestique des Bellanger